# Diwejewo
Diwejewo (russisch Диве́ево) ist ein Dorf (selo) in der Oblast Nischni Nowgorod in Russland mit 6408 Einwohnern (Stand 14. Oktober 2010).

## Geographie
Der Ort liegt etwa 150 km Luftlinie südsüdwestlich des Oblastverwaltungszentrums Nischni Nowgorod und gut 10 km nördlich der geschlossenen Stadt (SATO) Sarow am Flüsschen Witschkinsa, das bei Sarow in den rechten Mokscha-Nebenfluss Satis mündet.
Diwejewo ist Verwaltungszentrum des Rajons Diwejewski sowie Sitz der Landgemeinde Diwejewski selsowet, zu der außerdem die zwölf Dörfer Bolschoje Tscherewatowo (6 km nördlich), Jakowlewka (5 km südlich), Kremjonki (9 km südöstlich), Krutzy (13 km westnordwestlich), Majowka (4 km nördlich), Maloje Tscherewatowo (7 km nördlich), Ossinowka (2,5 km südlich), Polupotschinki (6 km westlich), Rusanowo (7 km südöstlich), Spassowka (16 km westlich), Tschelatma (13 km westlich) und Wladimirowka (14 km westlich) sowie die Siedlung (possjolok) Kowres (7 km westnordwestlich) gehören.

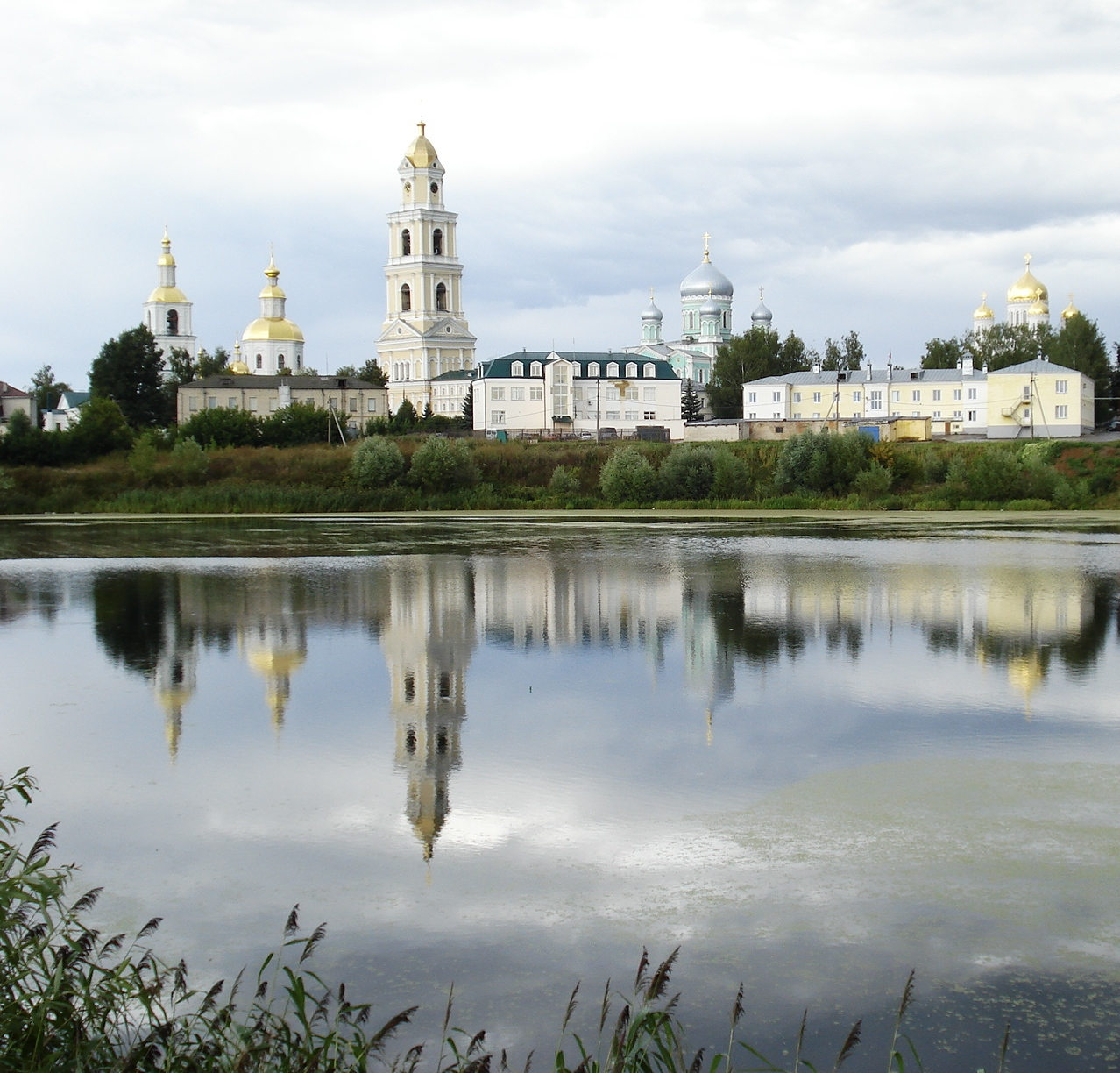
Seraphim-Kloster Diwejewo
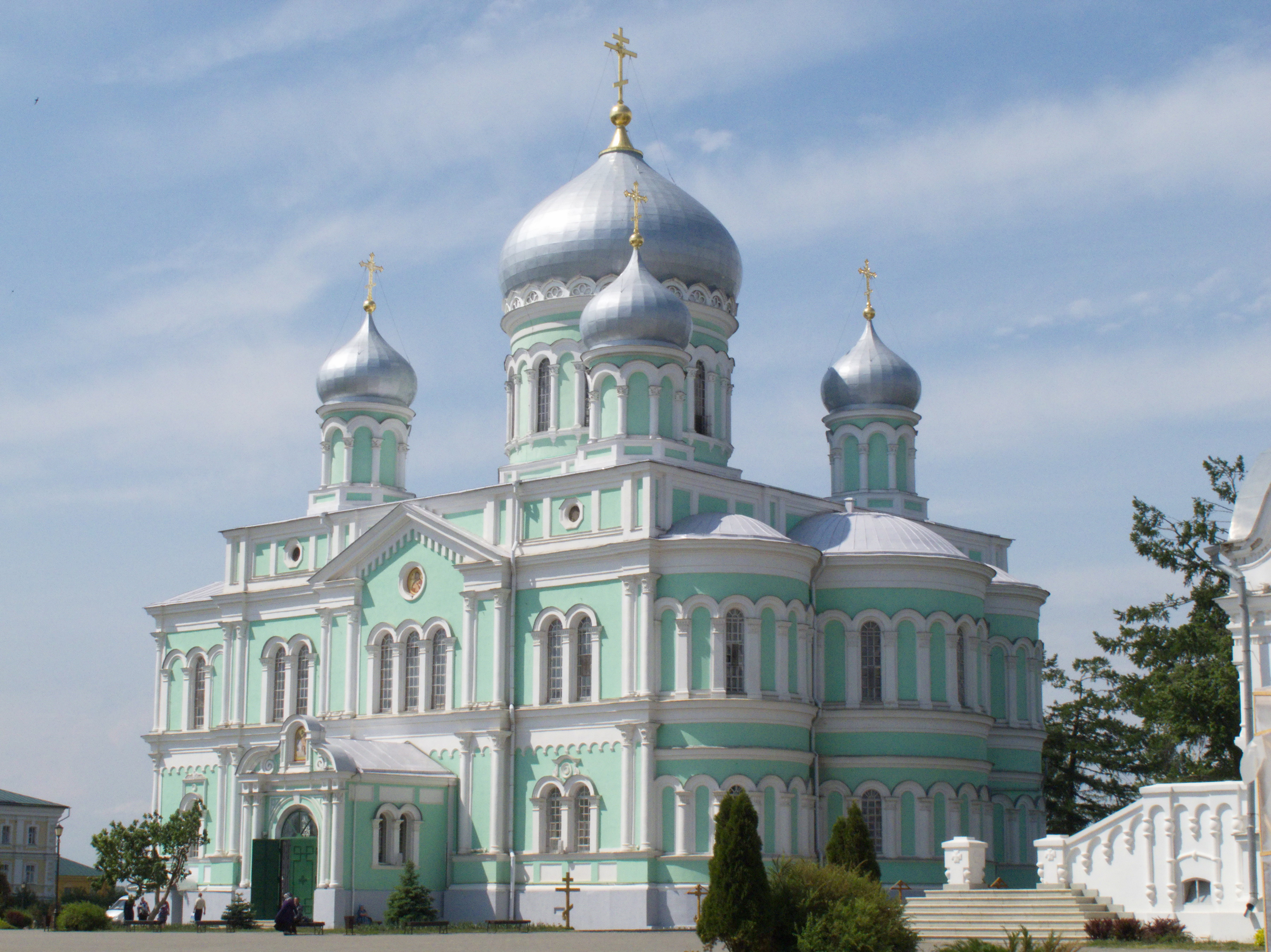
Dreifaltigkeitskirche im Kloster
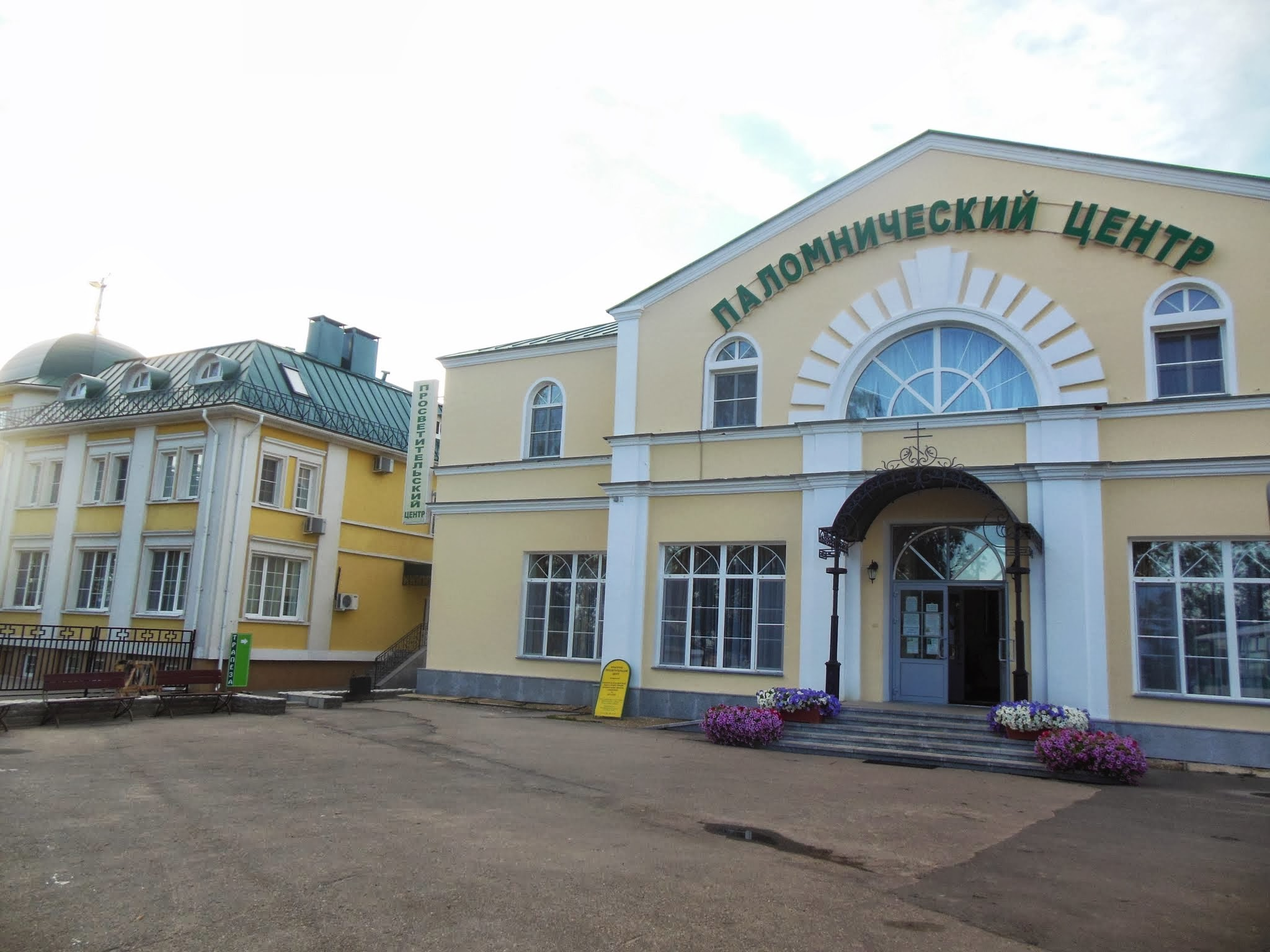
Pilgerzentrum
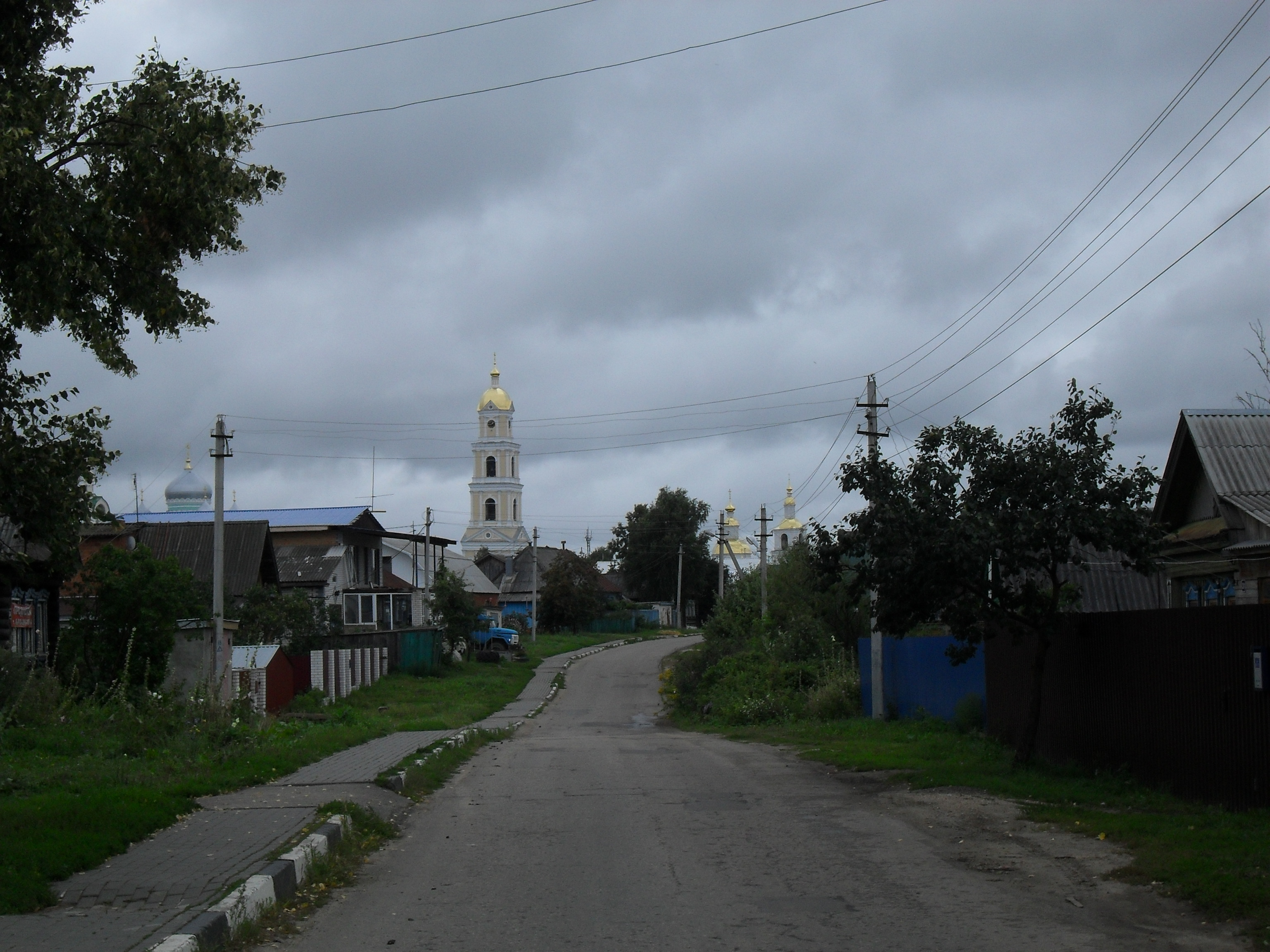
Dorfstraße, im Hintergrund Kloster mit Glockenturm
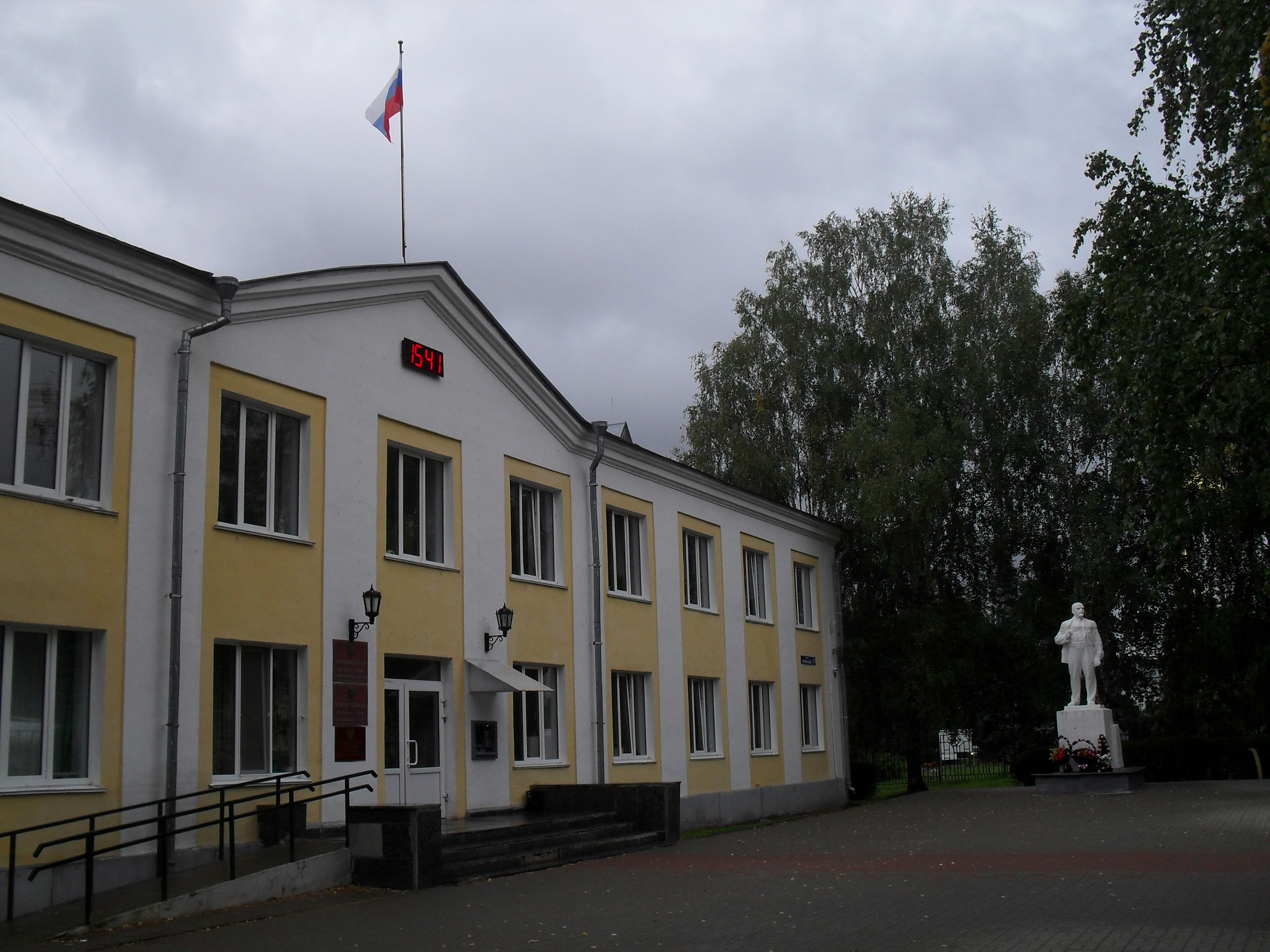
Gebäude der Rajonverwaltung mit Lenin-Denkmal

## Geschichte
Der Ort entstand 1559, möglicherweise benannt nach einem nogaischen Anführer namens Diwei, der wenig zuvor infolge der Moskau-Kasan-Kriege, an denen auch die Nogaier-Horde beteiligt war, unter russische Herrschaft geriet und mit seinen Untertanen in der Gegend siedeln durfte. Am Pilgerweg zum 1706 gegründeten russisch-orthodoxen Sarower Kloster gelegen, entstand in der zweiten Hälfte des 18. Jahrhunderts auch in Diwejewo eine Gemeinschaft von überwiegend Nonnen, und mehrere Kirchen wurden errichtet. 1861 erhielt sie den offiziellen Status Dreifaltigkeits-Seraphim-Frauenkloster, mit Seraphim von Sarow als Namenspatron. Administrativ gehörte der Ort ab 1779 zum Ujesd Ardatow der Statthalterschaft Nischni Nowgorod, ab 1796 des Gouvernements Nischni Nowgorod.
Mit Einführung der Rajongliederung kam der Ort am 10. Juni 1929 zum Gluchowski rajon mit Sitz im 20 km nordöstlich gelegenen Dorf Gluchowo. 1931 wurde der Verwaltungssitz nach Diwejewo verlegt und der Rajon entsprechend umbenannt.
Das in der sowjetischen Periode 1927 geschlossene Kloster wurde 1991 wiedereröffnet und ist heute ein viel besuchter Wallfahrtsort, zumal das ursprünglich bedeutendere Sarower Kloster wegen des geschlossenen Status der Stadt nur eingeschränkt öffentlich zugänglich ist.

### Bevölkerungsentwicklung
| Jahr | Einwohner |
| ---- | --------- |
| 1939 | 2078      |
| 1959 | 1430      |
| 1970 | 4437      |
| 1979 | 4828      |
| 1989 | 5511      |
| 2002 | 6500      |
| 2010 | 6408      |

Anmerkung: Volkszählungsdaten

## Verkehr
Südöstlich an Diwejewo vorbei verläuft die Regionalstraße 22K-0064, die aus dem gut 50 km nordöstlich an der föderalen Fernstraße R158 Nischni Nowgorod – Saratow gelegenen Arsamas kommend weiter nach Sarow führt. In nördlicher Richtung zweigt die 22K-0063 ins etwa 25 km entfernte nördlich benachbarte Rajonzentrum Ardatow ab.
Die nächstgelegene Bahnstation befindet sich in Sarow, Endpunkt einer Nebenstrecke von Schatki.